# A hetedik fiú (regény)
A hetedik fiú (1987) Orson Scott Card amerikai író alternatív történelem/fantasy regénye. Ez az első könyv Card Teremtő Alvin meséi könyvsorozatából, és Alvin Millerről szól, hetedik fiú hetedik fiáról. A hetedik fiú Locus-díjat nyert, és 1988-ban Hugo- és World Fantasy díjra díjra is jelölték.  A hetedik fiúnak erős "fortélyuk" (sajátos mágikus képességük) van, a hetedik fiú hetedik fia pedig kivételesen ritka és erős. Képességei miatt a Pusztító célpontjává válik, aki elismeri Alvin teremtőerejét - ő még csak a második, és hosszú idő telt el azóta, hogy az első vízen járt, és a vizet borrá változtatta. A Pusztító főként a víz segítségével próbálja megölni a fiatal Alvint, még mielőtt teljesen elsajátítja a képességeit.

## Cselekmény
|  | Alább a cselekmény részletei következnek! |

Alvin családja nyugatra vándorol. Amikor megpróbálnak átkelni a Hatrack folyón, egy ismeretlen erő, a Pusztító, megpróbálja megakadályozni a még meg sem született Alvin születését - mivel Alvin egy hetedik fiú hetedik fia lenne, ezért Teremtőként hihetetlen erővel rendelkezne. Az erő egy fát küld a folyóra, hogy összetörje a kocsit, amiben a terhes Miller asszony, Faith, fekszik. Legidősebb fiú, Erély, a testével eltereli a fát, de halálos sebet kap. Mivel a hetedik fiúnak addig kell meg születnie, amíg a másik hat életben van, Erély kétségbeesetten ragaszkodik az élethez, amíg Alvin meg nem születik. A segítség az ötéves "fáklya"  Peggy Guester erősködésére érkezik, aki látja Alvint és Alvin lehetséges jövőjét, mint Teremtő.
Ahogy telnek az évek Alvin, gyakran egy titokzatos védő közbenjárásával, számtalanszor megmenekül egy láthatatlan erő gyilkossági kísérletétől. Alvin apja úgy gondolja, hogy egy víz szellem próbálja megölni Alvint. Amikor Alvin hét éves egy új tiszteletes, Thrower, érkezik a városba és a vezetésével a helyi lakosok belekezdenek egy templom építésébe. Alvin apja megtagadja a segítséget, viszont Faith asszony mind a hét fiát elküldi az építkezésre. Miközben a templom mestergerendáját helyezik fel, az megremeg és lezuhan, láthatóan pont Alvinra. Viszont zuhanás közben kettéhasad és pont kikerüli Alvint - még egy példa Alvin halál közeli élményeiből. Mikor Alvin hazaér, hátulról megszúrja nővérét, akik ezt azzal bosszulják meg, a hálóingjét varrótűkkel teszik tele. Alvin erre úgy vág vissza meg, hogy a fortélyát használva csótányokat küld a nővérei szobájába. A terv sikerül, Alvin győzelmet arat a testvérei felett. Viszont utána, egy látomásban megjelenik neki a Fénylő Ember, akinek megígéri, hogy a fortélyát ezentúl csak jóra fogja használni.
Amikor Alvin tízéves, egy utazó történetmesélő, "Mendemondó" (William Blake), érkezik meg abba a városba, amelyet Alvin szülei alapítottak. Miután megáll Alvin sógorának házánál (aki a Miller házhoz irányítja), meglátogatja a templomot, ahol észreveszi, hogy az oltár, ördögi erő nyomát viseli. Thrower tiszteletes elküldi és Mendemondó elmegy a Miller házhoz, ahol a jól időzített közbelépésével megállítja az idősebb Millert, hogy megölje Alvint. Mendemondót befogadják és segít egy nevet adni annak a láthatatlan erőnek aki megpróbálja megakadályozni Alvin, hogy megismerje a valódi képességét, mint Teremtő: a Pusztító. Mindeközben, Philadelphia Thrower tisztelendő atya a Pusztító eszközévé válik - az ördögi erő mely megérintette az oltárt.
Később a Miller család elmegy a kőfejtőbe, hogy kivágjanak egy malomkövet. Itt felfedésre kerülnek Alvin fortélyai - saját kezűleg vágja ki a malomkövet a kemény sziklából. Éjszaka, Mendemondó és Miller őrzik a malomkövet. Miller elmondja Mendemondónak, hogy egy erő, hogyan próbálta arra kényszeríteni, hogy megölje a fiát. Mendemondó azt javasolja Millernek, hogy küldje el Alvint valahova ahol biztonságban lesz. A következő nap, hazaviszik a malomkövet, amelyet a Pusztító ráejti Alvinra, ezzel végre sikerül megsebeznie. Mendemondó arra biztatja Alvint, hogy gyógyítsa meg magát. Alvin így is tesz, viszont a csontjában talál egy olyan részt, amit nem tud egyedül meggyógyítani. Ráébred arra, hogy talán külső segítség kell a gyógyulásához. Thrower tiszteletes (sebészként) megpróbálja megölni Alvint, viszont egy titokzatos erő megakadályozza ebben. Alvin a bátyja, Mérték segítségével (aki a sebészi beavatkozást végezte) meggyógyítja magát. Alvin, újoncként leszerződik egy kovácshoz, abban a városban ahol született, a Hatrack-folyó mellett.
Mendemondó találkozik Peggyvel. Kiderül, hogy az évek során a fáklya képességeit és Alvin magzatburkát használva védte meg Alvint, és a Pusztító csak azért volt képes bántani Alvint a malomkővel, mert maga Alvin írta felül Peggy képességeit.
|  | Itt a vége a cselekmény részletezésének! |

## Magyarul
- A hetedik fiú; ford. Horváth Norbert; Kalandor, Bp., 2002 (Teremtő Alvin meséi)

## Fordítás
- Ez a szócikk részben vagy egészben  a   Seventh Son (novel) című angol Wikipédia-szócikk ezen változatának fordításán alapul.  Az eredeti cikk szerkesztőit annak laptörténete sorolja fel. Ez a jelzés csupán a megfogalmazás eredetét és a szerzői jogokat jelzi, nem szolgál a cikkben szereplő információk forrásmegjelöléseként.

## Külső hivatkozások
- A hetedik fiúról Card weboldaláról